# Sonia Pereira Villalobos
Sonia Pereira Villalobos (21 de diciembre de 2001) es una deportista española que compite en karate, en la modalidad de kumite. Ganó una medalla de plata en el Campeonato Europeo de Karate de 2024, en la categoría de –55 kg.

## Palmarés internacional
| Campeonato Europeo | Campeonato Europeo | Campeonato Europeo | Campeonato Europeo |
| Año                | Lugar              | Medalla            | Prueba             |
| ------------------ | ------------------ | ------------------ | ------------------ |
| 2024               | Zadar (Croacia)    | Medalla de plata   | –55 kg             |